# Miguel
Miguel (spanisch [miˈɣɛl], portugiesisch [miˈɣɛɫ]) ist die spanische und portugiesische Form des männlichen Vornamens Michael. Die katalanische Variante des Namens ist Miquel.

## Namensträger

### Vorname
- Miguel Amorós (* 1949), spanischer Historiker, Aktivist und Anarchist
- Miguel Angulo (* 1977), spanischer Fußballspieler
- Miguel Ángel Asturias (1899–1974), guatemaltekischer Schriftsteller (Nobelpreis 1967)
- Miguel Atwood-Ferguson (* ≈1975), US-amerikanischer Musiker und Arrangeur
- Miguel Bosé (* 1956), spanischer Sänger und Schauspieler
- Miguel Brito (1901–?), bolivianischer Fußballspieler
- Miguel de Cervantes (1547–1616), spanischer Schriftsteller (Don Quijote)
- Miguel Coimbra (* 1977), französischer Illustrator und Grafiker
- Miguel Delibes (1920–2010), spanischer Schriftsteller
- Miguel Escalona (Fußballspieler, 1990) (* 1990), chilenischer Fußballspieler
- Miguel Estay (* 1991), chilenischer Fußballspieler
- Miguel Ferrer (1955–2017), US-amerikanischer Schauspieler
- Miguel Flaño (* 1984), spanischer Fußballspieler
- Miguel Guerrero (* 1967), kolumbianischer Fußballspieler und -trainer
- Miguel Harth-Bedoya (* 1968), peruanischer Dirigent
- Miguel Hernández (1910–1942), spanischer Dichter und Dramaturg
- Miguel Herz-Kestranek (* 1948), österreichischer Schauspieler
- Miguel Hidalgo (1753–1811), mexikanischer Revolutionär
- Miguel Induráin (* 1964), spanischer Radrennfahrer
- Miguel Itzigsohn (1908–1978), argentinischer Astronom des 20. Jahrhunderts
- Miguel Mocciola (?–1971), argentinischer Fußballspieler und -trainer
- Miguel de Molinos (1628–1696), spanischer geistlicher Schriftsteller
- Miguel Mendoza (Schwimmer) (* 1983), philippinischer Schwimmer
- Miguel Mendoza (Fußballspieler) (* 1999), philippinisch-kanadischer Fußballspieler
- Miguel Muñoz (1922–1990), spanischer Fußballspieler und -trainer
- Miguel Najdorf (1910–1997), polnisch-argentinischer Schachgroßmeister
- Miguel Oliveira (* 1995), portugiesischer Motorradrennfahrer
- Miguel Antonio Otero (1859–1944), US-amerikanischer Politiker
- Miguel Antonio Otero senior (1829–1882), US-amerikanischer Politiker
- Miguel Pinto (* 1983), chilenischer Fußballspieler
- Miguel Primo de Rivera (1870–1930), spanischer Diktator
- Miguel Ríos (* 1944), spanischer Musiker und Rocksänger
- Miguel E. Schultz (1851–1922), mexikanischer Architekt, Bildhauer und Rektor der Universidad Nacional de México
- Miguel Serrano (1917–2009), chilenischer Diplomat
- Miguel Szymanski (* 1966), deutsch-portugiesischer Journalist
- Miguel Torga (1907–1995), portugiesischer Schriftsteller
- Miguel de Unamuno (1864–1936), spanischer Philosoph und Schriftsteller
- Miguel van Assen (* 1997), surinamischer Leichtathlet
- Miguel Vega de la Cruz, siehe Niño Miguel

### Künstlername
- Niño Miguel (1952–2013), spanischer Flamencogitarrist
- Miguel (Fußballspieler) (* 1980), portugiesischer Fußballspieler
- Miguel (Sänger) (* 1985), US-amerikanischer R&B-Sänger

### Familienname
- Adrián San Miguel del Castillo (* 1987), spanischer Fußballtorhüter, siehe Adrián (Fußballspieler)
- Alejandro Rodríguez de Miguel (* 1991), spanischer Fußballspieler
- Amanda Miguel (* 1981), mexikanische Sängerin
- Ángel Miguel (1939–2009), spanischer Golfspieler
- Antonio Díaz-Miguel (1933–2000), spanischer Basketballspieler und -trainer
- Antonio Miguel (* 1982), spanischer Bahn- und Straßenradrennfahrer
- Aurélio Miguel (* 1964), brasilianischer Judoka
- Girlyn Miguel (* 1948), Pädagogin und Politikerin in St. Vincent und den Grenadinen
- Hugo Miguel (* 1977), portugiesischer Fußballschiedsrichter
- João-Sebastião Miguel (* 1976), angolanischer Tennisspieler
- João Garcia Miguel (* 1961), portugiesischer Theaterdirektor, Bühnenautor und Schauspieler
- José Miguel (* 1969), argentinischer Fußballtorhüter
- Lino Miguel (1936–2022), portugiesischer General und Politiker
- Luis Miguel (* 1970), mexikanischer Sänger
- Marcelo Miguel (* 1975), brasilianischer Fußballspieler
- María Esther de Miguel (1929–2003), argentinische Feuilletonistin und Schriftstellerin
- Orlando Miguel (* 1969), kubanisch-mexikanischer Schauspieler
- Rafael Miguel (1996–2019), brasilianischer Fernsehschauspieler
- Rui Miguel (* 1984), portugiesischer Fußballspieler
- Sei Miguel (* 1961), portugiesischer Jazzmusiker
- Tomás Birkner de Miguel (* 1997), argentinischer Skirennläufer